# Бобови
Бобови (Fabaceae) е семейство двусемеделни растения от разред Fabales. То включва над 19 400 вида в около 730 рода и е третото по големина семейство Покритосеменни растения след семействата Салепови (Orchidaceae) и Сложноцветни (Asteraceae). Сред бобовите са голям брой важни земеделски култури, като соя, фасул, грах, люцерна, фъстък, повечето от тях обединявани в групата зърнено-бобови култури.
Бобовите са разпространени по целия свят, като виреят в разнообразни условия. В България естествено разпространени са около 275 вида от 38 рода. 43 вида са защитени от Закона за биологичното разнообразие.
Представителите на семейството са тревисти растения, полухрасти, храсти и дървета. Цветовете са зигоморфни. Чашелистчетата са пет, сраснали в чашка. Венчелистчетата също са пет с различна големина. Горното, най-едро се нарича флагче. Двете странични, външни венчелистчета са еднакви по форма и големина и се наричат крилца, те обхващат останалите две, които са сраснали и образуват ладийка. Тичинките са 10. Най-често 9 тичинки са сраснали чрез дръжките си и образуват полутръбица, която са затваря от разширената дръжка на десетата свободна тичинка, по-рядко и десетте тичинки са сраснали в тръбица. Плодникът е един с горен завръз. Плодът е боб, който се разпуква надлъжно или се разпада на членчета.